# NOS Journaal
Le NOS Journaal  est le nom des informations télévisées et radiophoniques publiques officielles aux Pays-Bas. Ces émissions sont réalisées par la Nederlandse Omroep Stichting (NOS). Le journal télévisé de 20h sur NPO 1 est le plus important en termes d'audience. Il est présenté par Rob Trip (nl). 
La rédaction et le plateau sont installées à Hilversum, dans le Media Park, tandis que les bureaux de La Haye leur fournissent des informations politiques.

## Histoire

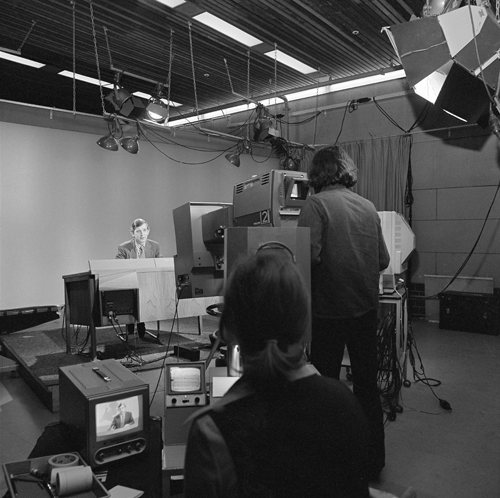
Le plateau de tournage du NOS Journaal en 1974.

La première émission télévisée date du 5 janvier 1956 et le 5 janvier 2006 le journal télévisé a fêté son 50e anniversaire avec une émission sur l'histoire du journal. Les bulletins étaient présentés par des anciens présentateurs des années 1950 à 1980. 
Le 29 janvier 2015, se produisit l'attentat de la NOS, visant le journal de 20 heures.

## NOS Jeugdjournaal
En 1981 est apparu le NOS Jeugdjournaal, variante du NOS Journaal à destination aux enfants de 9 à 12 ans. 
Le Jeugdjournaal (en français : Journal télévisé pour les jeunes) est émis sur NPO 3 lors du bloc pour enfants NPO Zapp (en) et est un cocktail des nouvelles les plus importantes du jour et des affaires qui intéressent les enfants. Ces informations sont diffusées à 10h, 13h et 18h. Des informations plus complètes sont diffusées en fin de semaine.

## Présentateurs

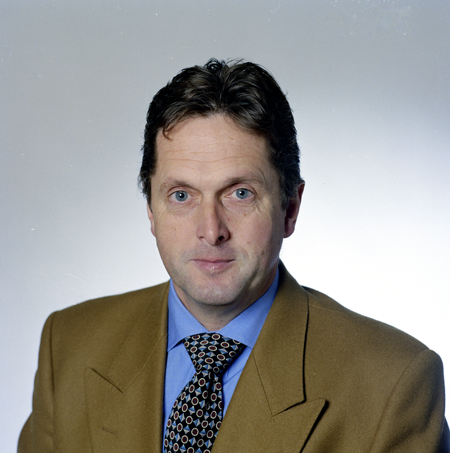
, l'un des présentateurs du NOS Journaal entre 1988 et 2010. (Photo prise en 1992)

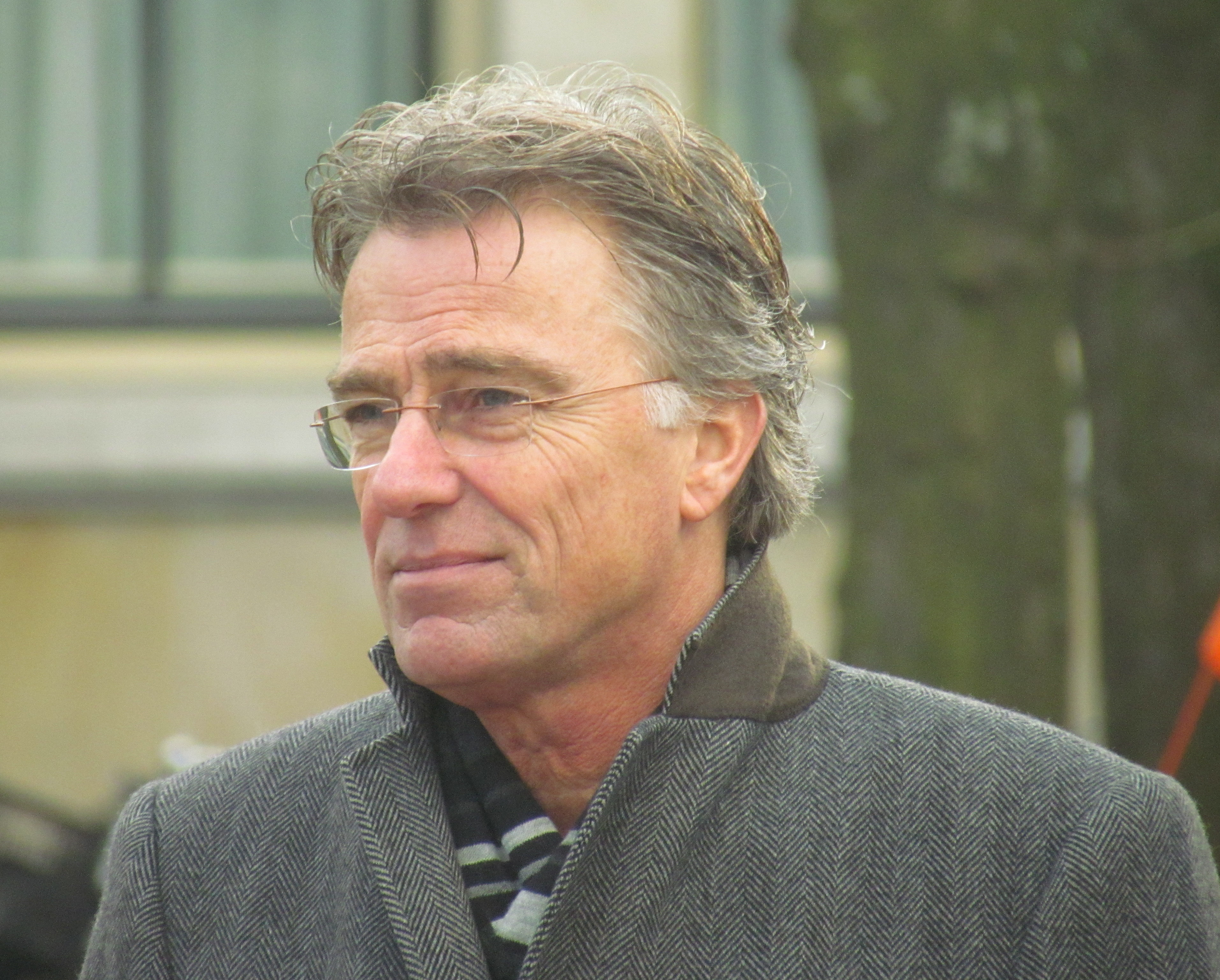
, présentateur actuel.

Journaux télévisés de 7 h, 12 h, 17 h
- Laïla Abid (nl) (2008-2010)
- Gerard Arninkhof (nl) (1988-2010)
- Brecht van Hulten (nl) (2006-2009)
- Eva Jinek (nl) (2008-2011)
- Astrid Kersseboom (nl) (2004-)
- Jeroen Overbeek (nl) (1999-)
- Jeanet Schuurman (nl) (1999-2011)
- Annechien Steenhuizen (nl) (2011-2013)
- Jeroen Tjepkema (nl) (2006-)
- Simone Weimans (nl) (2011-)
- Rik van de Westelaken (nl) (1999-2009, 2010-)
- Herman van der Zandt (nl) (2006-2015)

Journaux télévisés de 18 h, 22 h, 0 h
- Gerard Arninkhof (nl) (1988-2010)
- Eva Jinek (nl) (2011)
- Astrid Kersseboom (nl) (2004-)
- Jeroen Overbeek (nl) (1999-)
- Jeanet Schuurman (nl) (1999-2011)
- Annechien Steenhuizen (nl) (2011-2013)
- Rik van de Westelaken (nl) (1999-2009, 2010-)
- Herman van der Zandt (nl) (2006-2015)

Journal télévisé de 20 h
- Sacha de Boer (nl) (1996-2013)
- Philip Freriks (nl) (1996-2010)
- Annechien Steenhuizen (nl) (2013-)
- Rob Trip (nl) (2010-)